# Хаџи-Мурат
Хаџи-Мурат (авар. XIажи Мурад; крај 18. века — 1852) је био један од вођа против царског устанка горштака у Дагестану.
Одрастао је у породици аварских козака. Ухапшен је због тајних веза са Шамилом, вођом ослободилачког покрета на Кавказу. Побегавши устаницима постао је саборац и наиб (помоћник) Шамилов. Легендаран је по храбрости и вештини ратовања у шумама.
Године 1851. се завадио са Шамилом и прешао је Русима, али је већ следеће године бежећи од њих убијен.
Последњем периоду живота и трагичној смрти Хаџи-Мурата посвећена је истоимена приповетка Лава Николајевича Толстоја.